# Мешок с костями (мини-сериал)
«Мешок с костями» или «Мешок с костями Стивена Кинга» (англ. Stephen King's Bag Of Bones) — американский двухсерийный телефильм 2011 года, снятый Миком Гаррисом по сценарию Мэтта Вэнна. Премьера состоялась 11 декабря на канале A&E Network.

## Сюжет
Автор бестселлеров Майк Нунан переживает смерть жены Джо и их неродившегося ребёнка. Мучающие писателя кошмары вынуждают его вернуться в прежний дом на берегу озера на западе американского штата Мэн, где пара провела много счастливых часов. Там он сближается с молодой вдовой Мэтти и её дочерью Кирой. Майк узнаёт, что Мэтти находится в ожесточённой битве за опеку над девочкой со своим свёкром Максом. Между тем, к Майку моментально возвращается желание писать, а вдохновением служат новые кошмарные сны. Кроме того, в доме Майка обитает призрак блюз-исполнительницы Сары Тидвелл. Благодаря её визитам, своим кошмарам и ранее неопубликованным произведениям, Майк узнаёт правду о себе и о городе.

## В ролях
- Пирс Броснан — Майк Нунан
- Мелисса Джордж — Мэтти
- Анабет Гиш — Джо Нунан
- Аника Нони Роуз — Сара Тидвелл
- Уильям Шаллер — Макс Девор
- Кейтлин Кармайкл — Кира Девор
- Дэвид Шефелл — Макс Девор в юности
- Гари Левер — Джордж Футман
- Джейсон Пристли — Марти
- Мэтт Фрюэр — Сид Нунан

## Съёмки
Первоначально проект зародился в виде полнометражного фильма. Предполагалось, что съёмки пройдут в Мэне, но из-за проблем с налогами в июне 2010 года проект закрыли. В 2011 году канал A&E Network объявил, что проекту быть — на этот раз в форме мини-сериала. Съёмки начались в августе 2011 года в Новой Шотландии. Певица Келли Роуленд должна была сыграть Сару, но в итоге по неизвестным причинам её заменили на Анику Нони Роуз.

## Критика
Стивен Ли из Entertainment Weekly отметил, что «к удивлению, сюжет затягивает и, несмотря на очевидное переигрывание Броснана, постановка получилась достаточно жуткой». Трой Паттрсеон из Slate назвал фильм «слишком в духе байки у костра», добавив, что «фильм пытается донести позитивный призыв, но большинство времени занят тем, что тщетно пытается напугать». Обозреватель CraveOnline Блер Марнелл оценил фильм в 6 балов из 10, отметив, что «единственным очевидным минусом фильма является факт, что автор слишком сильно пытались быть близкими к духу произведения Кинга». Антон Минасов, рецензент журнала «Мир фантастики», посчитал картину непримечательной экранизацией, не передающий суть книги — отношений между родителями и детьми. В итоге получилась «лишь нестрашная сказка о плохом поступке и его последствиях».
Первую часть посмотрело 3,37 млн зрителей с показателем 1,1 в категории от 18 до 49 лет. Вторую часть посмотрели 2,99 млн зрителей с рейтингом 0,9.